# Mormonia basalis
Mormonia basalis är en fjärilsart som beskrevs av Augustus Radcliffe Grote 1876. Mormonia basalis ingår i släktet Mormonia och familjen nattflyn. Inga underarter finns listade i Catalogue of Life.